# Klink (Oberschlesien)
Klink ist eine Ortschaft in Polen. Klink liegt in der Landgemeinde Poppelau im Powiat Opolski in der polnischen Woiwodschaft Opole.

## Geographie

### Geographische Lage
Klink liegt drei Kilometer südwestlich vom Gemeindesitz Popielów (Alt Poppelau) und 25 Kilometer nordwestlich von der Kreisstadt und Woiwodschaftshauptstadt Oppeln. Südlich vom Ort fließt die Oder und nördlich die Brinnitze, ein Nebenfluss des Budkowitzer Baches. Westlich des alten Dorfkerns verläuft die Woiwodschaftsstraße Droga wojewódzka 458.

### Nachbarorte
Nachbarorte von Klink sind im Nordwesten Rybna (dt. Riebnig), im Nordosten der Gemeindesitz Poppelau (poln. Popielów), im Osten Alt Schalkowitz (poln. Stare Siołkowice) und im Süden Mikolin (dt. Nikoline).

## Geschichte
Der Ort wurde im Zuge der Friderizianischen Kolonisation als Kolonie gegründet. Klink bildete eine Gemeinde mit der Kolonie Poppelau und Hojetz. Die Kolonie Poppelau wurde 1767 auf einem ehemaligen Amtsvorwerk gegründet. Die Kolonie Poppelau zählte 1865 15 Kolonisten und 19 Häusler. Der Ort hatte sowohl katholische als auch evangelische Einwohner. 1914 wurden die Kolonie Poppelau und Hojetz dem Ort Klink angeschlossen. In den 1930er Jahren wurde bei Klink eine Brücke über die Oder errichtet, wodurch der Ort mit dem auf der anderen Oderseite gelegenen Nachbarort Nikoline verbunden wurde.
Bei der Volksabstimmung in Oberschlesien am 20. März 1921 stimmten 213 Wahlberechtigte für einen Verbleib bei Deutschland und 57 für die Zugehörigkeit zu Polen. Klink verblieb beim Deutschen Reich. 1933 lebten im Ort 245 Einwohner. 1939 hatte der Ort 230 Einwohner. Bis 1945 befand sich der Ort im Landkreis Oppeln.
1945, mit dem Ende des Zweiten Weltkrieges, kam der bisher deutsche Ort unter polnische Verwaltung, bevor 1991 mit dem Zwei-plus-Vier-Vertrag zum festen Bestandteil Polens wurde.
Der Ort wurde 1945 der Woiwodschaft Schlesien angeschlossen und in Popielowska Kolonia umbenannt. 1950 kam der Ort zur Woiwodschaft Oppeln. Nach dem Krieg befanden sich in Klink eine Schule, ein Tante-Emma-Laden und 38 Bauernhöfe. 
Beim Jahrhunderthochwasser 1997 der Oder wurde das Dorf im Juli komplett überflutet. Seit 1999 gehört Klink zum wiedergegründeten Powiat Opolski. Am 30. September 2014 erhielt der Ort zusätzlich den amtlichen deutschen Ortsnamen Klink.
In den letzten Jahren ist die Bevölkerung immer weiter gesunken, da die Bevölkerung immer weiter altert.

## Sehenswürdigkeiten
- Evangelischer Friedhof
- Eiche „Klara“, die zum Naturdenkmal erklärt wurde und von einem Holzzaun umgeben ist[7]